# Дуб ливанский
Дуб лива́нский (лат. Quercus libani) — вид двудольных растений рода Дуб (Quercus) семейства Буковые (Fagaceae). Впервые описан французским биологом Гийомом Антуаном Оливье в 1801 году.

## Распространение и среда обитания
В дикой природе встречается на востоке Турции, в Сирии, на северо-востоке Ирака и западе Ирана.

## Ботаническое описание
Нанофанерофит либо фанерофит.

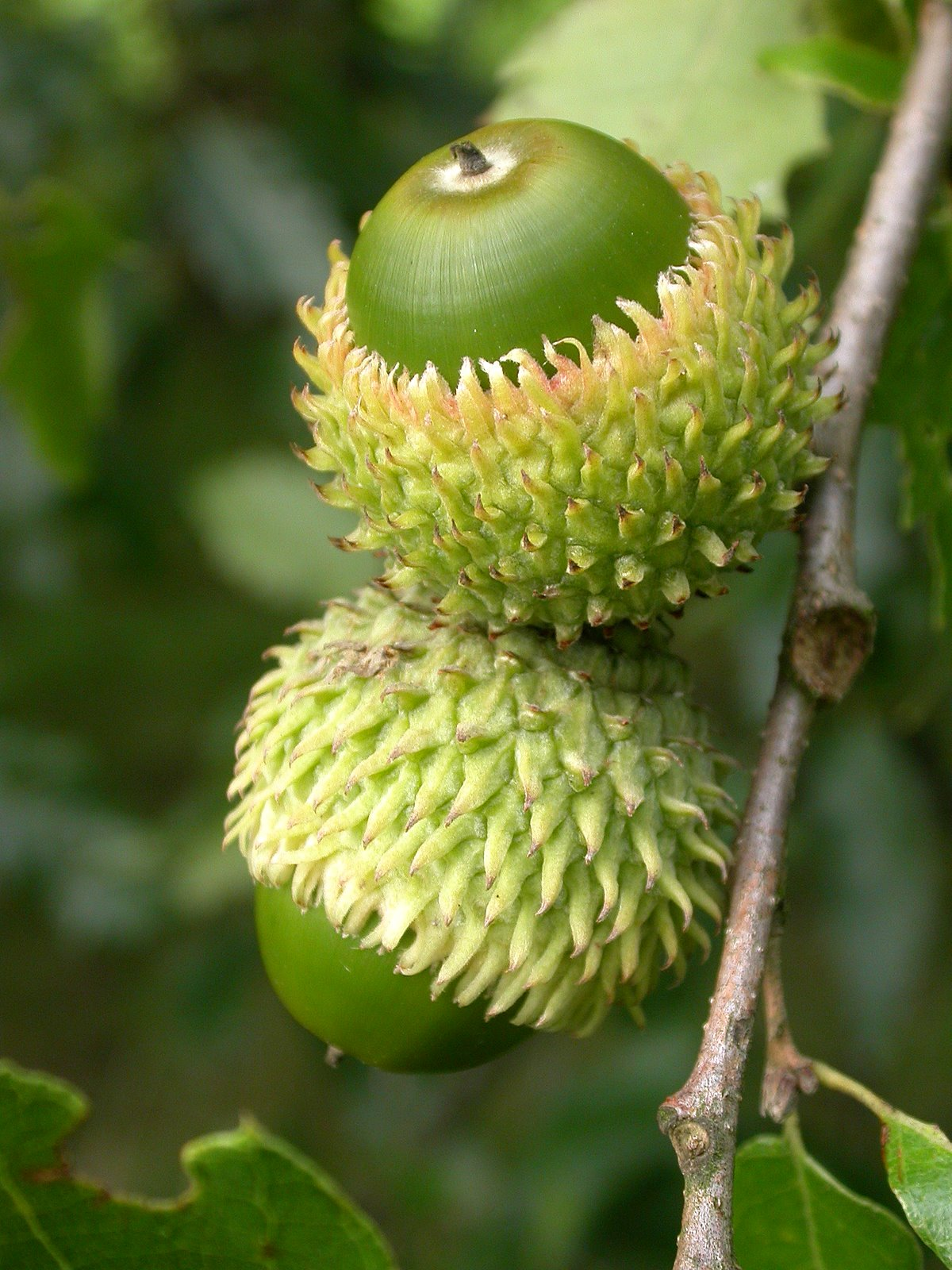
Жёлуди

Однодомное растение, дерево высотой до 8 (10?) м, как правило листопадное, реже вечнозелёное. Кора гладкая (у старых деревьев грубеет), у молодых деревьев красновато-коричневого цвета.
Листья продолговато-ланцетные, длиной 5—11 см, зубчатые, с острой верхушкой. Цвет листьев тёмно-зелёный, иногда с небольшим светло-зелёным опушением.
Цветки опыляются ветром.
Плод — жёлудь яйцевидной или цилиндрической формы.

## Значения
Семенам находится применение в кулинарии. Чаще всего их сушат и измельчают в порошок, который используют, например, в качестве загустителя или для выпечки хлеба (в смеси со злаками). Жареные семена могут выступать в качестве заменителя кофе. Сами по себе семена горькие; горечь можно устранить тщательным вымачиванием, но при этом могут быть потеряны и минеральные вещества.
Древесные побеги сильно вяжущие, и используются в лечении кровотечений, диареи и прочего.
Содержащиеся в листьях танины могут выступать в качестве репеллента от слизней, личинок и других вредителей.

## Синонимы
Синонимичные названия:
- Quercus apiculata Djav.-Khoie
- Quercus carduchorum K.Koch
- Quercus hedjazii Djav.-Khoie
- Quercus irregularis Djav.-Khoie
- Quercus karduchorum K.Koch ex Dippel
- Quercus libani f. deflexa Zohary
- Quercus libani var. eigii (A.Camus) Zohary
- Quercus libani var. inermis Zohary
- Quercus libani var. pinnata Hand.-Mazz.
- Quercus libani var. regia (Lindl.) Boiss.
- Quercus libani var. vesca (Kotschy) Boiss.
- Quercus magnosquamata Djav.-Khoie
- Quercus ophiosquamata Djav.-Khoie
- Quercus ovicarpa Djav.-Khoie
- Quercus polynervata Djav.-Khoie
- Quercus regia Lindl.
- Quercus regia var. eigii A.Camus
- Quercus scalaridentata Djav.-Khoie
- Quercus serratifolia Benth. ex Petzh. & G.Kirchn.
- Quercus squarrosa Kotschy ex A.DC.
- Quercus subcordata Djav.-Khoie
- Quercus tchihatchewii Kotschy ex A.DC.
- Quercus tregubovii Djav.-Khoie
- Quercus vesca Kotschy